# السرب (ملحان)

تعديل مصدري - تعديل

السرب هي إحدى قرى عزلة القبلة بمديرية ملحان التابعة لمحافظة المحويت، بلغ تعداد سكانها 471 نسمة حسب تعداد اليمن لعام 2004.